# Flipper
Flipper és una pel·lícula estatunidenca de 1996, adaptació de la pel·lícula de 1963, protagonitzada per Paul Hogan i Elijah Wood. Ha estat doblada al català.

## Argument
Sandy Ricks (Elijah Wood), és enviat a passar l'estiu amb el seu oncle Porter (Paul Hogan), a la ciutat costanera de Coral Key en els Keys de Florida. Sandy no està en absolut entusiasmat, ja que es perdrà un concert pel qual ja tenia les entrades. A pesar que espera tenir un estiu avorrit, es troba amb un dofí orfe al que anomena Flipper, i amb el qual entaula amistat. Viurà coses que el mai hagués imaginat.

## Repartiment
- Elijah Wood: Sandy Ricks.
- Paul Hogan: Porter Ricks.
- Chelsea Field: Cathy.
- Jessica Wesson: Kim
- Jonathan Banks: Dirk Habiten
- Bill Kelley: Tommy
- Isaac Hayes: Xèrif Buck Cowan
- Jason Fuchs: Marvin

## Producció
La pel·lícula es va rodar a les Bahames. Els dofins Animatronic, dissenyats per Walt Conti i el seu equip, van ser àmpliament utilitzats, per exemple en les escenes en les quals Flipper interactua amb els personatges humans, o nedant, va dir Conti, que amb dofins reals no funciona tan ben com molts podrien pensar.

## Crítica
- Joe Leydon de Variety va criticar la pel·lícula, però aprecia les actuacions de Hogan, Wood, Wesson, Hayes i Field, així com el treball animatrònic en la pel·lícula. Dwayne I. Leslie, de Boxoffice va criticar principalment l'escena en la qual un tauró martell ataca aus marines, la qual cosa porta a la ment imatges similars a les de National Geographic, ja que això pot ser pertorbador per als nens molt petits.[3]
- L'eslògan de la pel·lícula és: "Aquest estiu finalment és segur tornar a l'aigua", parodia del lema de la pel·lícula Tauró 2 de 1978: "Just quan vostè pensava que era segur tornar a l'aigua ..."
- "Típica cinta amb molt missatge ecologista i poca qualitat"[4]